# Кастелацо Бормида
Кастела̀цо Бормѝда (на италиански: Castellazzo Bormida; на пиемонтски: Ël Castlass an Bormia, Ъл Кастлас ан Бормия) е малко градче и община в Северна Италия, провинция Алесандрия, регион Пиемонт. Разположено е на 104 m надморска височина. Населението на общината е 4539 души (към 2010 г.).